# سويس أوتيل مكة
يعّد فندق سويس أوتيل مكة أحد الفنادق الفاخرة والمصنف من فئة 5 نجوم. يقع في مدينة مكّة، المعروفة بمكة المكرمة إحدى المدن المقدّسة في المملكة العربية السعودية. وهو أحد الفنادق التي تحمل علامة سويس أوتيل التجارية والتي تندرج تحت مظلة سلسة فنادق ومنتجعات فيرمونت.يعتبر هذا الفندق أول منشأة تحمل اسم سويس أوتيل في المملكة العربية السعودية والشرق الأوسط كاملاً. يرتبط هذا الفندق بمجمع أبراج البيت، ويوفر إطلالة خلّابة على الكعبة المشرفة والمسجد الحرام المقدّس. وهو الفندق الوحيد في مكة المكرمة الذي له مدخل مباشر عبر شارع أجياد. يتألف الفندق من 43 طابقاً ويضم 1,487 غرفة وجناح، و 4 مطاعم. 
لمحة تاريخية: تم بناء الفندق في عام 2009 وافتُتح في آب/ أغسطس 2012. حيث تولت شركة آرين للضيافة والتي يقع مقرها في مدينة لندن تنفيذ التصاميم الداخلية والخارجية للفندق. أما المساهمين الأساسيين في الفندق فهما المملكة العالمية للفنادق وشركة كولوني كابيتال المحدودة. من جانب آخر يجذب الفندق العديد من الحجاج بسبب قربه من الكعبة الشريفة والتي تعد وجهة المسلمين خلال موسم الحج السنوي. كما يعتبر الفندق أيضاً جزء من وقف الملك عبد العزيز والتي كانت تهدف لتحديث المدينة لتلبية احتياجات الحجاج المسافرين إلى مكة المكرمة. يعتبر سويس أوتيل مكة أكبر منشآت سويس أوتيل حتى الآن، وأول منشأة لسويس أوتيل في المملكة العربية السعودية. كما يتميز الفندق أيضاً بميزة الوصول المباشر إلى المسجد الحرام.

## المطاعم
يمتلك سويس أوتيل مكة 4 خيارات للطعام والشراب :
- اجواء - مطعم فاخر يقدم أطباقاً موسمية
- الرواد - وهو أحد أكبر المطاعم في العالم حيث يمكنه أن يستوعب أكثر من 2500 شخص. حيث يقدّم الأطباق العربية التقليدية وأطباقاً من المطابخ العالمية.
- صالة الرواد للشاي - إذ يتم فيها تقديم الشاي والقهوة والمعجنات الخفيفة.
- وجبات داخل الغرف - حيث يمكن لضيوف الفندق طلب الوجبات العربية التقليدية أو الغربية لغرفهم.

## الجوائز والأوسمة
حاز فندق سويس أوتيل مكة على مجموعة متنوعة من جوائز الضيافة:
- سويس أوتيل مكة كأول خيار للمسافرين ( موقع تريب أدفايزر) [6]
- جائزة أول خيار للمسافرين عام 2014 ( موقع تريب أدفايزر) [7]
- جائزة أول خيار للمسافرين عام 2014 عن فئة العائلة ( موقع تريب أدفايزر) [8]
- جائزة أول خيار للمسافرين عام 2014 عن فئة الخدمات ( موقع تريب أدفايزر) [9]
- جائزة أول خيار للمسافرين عام 2014 عن فئة أفضل الفنادق ( موقع تريب أدفايزر) [10]
- جائزة مكة لأفضل الخدمات 2012